# Lasgraisses
Lasgraisses település Franciaországban, Tarn megyében. Lakosainak száma 575 fő (2022. január 1.). Lasgraisses Cadalen, Fénols, Labessière-Candeil, Orban és Sieurac községekkel határos.

## Népesség
A település népességének változása:
| Lakosok száma | 465  | 496  | 517  | 519  | 534  | 550  | 558  | 569  | 575  |
|               | 2013 | 2015 | 2016 | 2017 | 2018 | 2019 | 2020 | 2021 | 2022 |